# Pháp Chánh Truyền
Pháp Chánh Truyền là một văn bản quan trọng trong tổ chức Hội Thánh Đại Đạo Tam Kỳ Phổ Độ Tòa Thánh Tây Ninh, có tính bất di bất dịch và có giá trị như Hiến pháp đối với tôn giáo Cao Đài. Một số tổ chức Cao Đài khác cũng xem văn bản này như một văn bản pháp đạo cơ bản, dù có thể có một số khác biệt.